# Rudolf Dellinger
Pour les articles homonymes, voir Dellinger.
Rudolf Dellinger, né le 8 juillet 1857 à Graslitz, dans la région des Sudètes et décédé à  Dresde le 24 septembre 1910 est un compositeur et chef d'orchestre austro-hongrois de Bohême. Il a presque exclusivement composé des opérettes et a été considéré comme un des compositeurs les plus remarquables de son temps.

## Biographie
Né dans une famille de luthiers, Dellinger commence tôt l'apprentissage de la musique. Il étudie d'abord, de 1874 à 1879 à l'École de musique de Prague, puis au Conservatoire de Prague, notamment dans la classe de piano de Julius Pisarowitz.
Après avoir terminé ses études musicales, il obtient un poste de clarinettiste à Brno en 1880, puis de chef d'orchestre à Passau, Eger, Prague et Salzbourg. En 1883, Dellinger s'installe à Hambourg, où il travaille au Carl-Schultze-Theater. Il y écrit ses premières opérettes qui y sont créées.
Le 2 février 1886, Dellinger épouse Anna Maria Eppich, une chanteuse autrichienne.
En 1893, Dellinger devient chef d'orchestre au Residenztheater de Dresde jusqu'à sa mort à l'âge de 53 ans.

## Œuvres principales
- 1885: Don Cesar – livret d'Otto Walther, adapté de Don César de Bazan de Philippe Dumanoir et Adolphe d'Ennery
- 1886: Lorraine – livret d'Oscar Walther
- 1889: Capitain Fracassa – livret de F. Zell et Richard Genée d'après Théophile Gautier
- 1891: Saint Cyr – livret d'Otto Walther d'après Alexandre Dumas
- 1894: Die Chansonette – livret de Victor Léon et H. v. Waldberg
- 1901: Jadwiga – livret de Richard Pohl de P. Hirschberger, d'après Les Diamants de la couronne d'Eugène Scribe
- 1910: Der letzte Jonas  – livret de Richard Pohl and L. Ascher

## Source de la traduction
- (en) Cet article est partiellement ou en totalité issu de l’article de Wikipédia en anglais intitulé « Rudolf Dellinger » (voir la liste des auteurs).